# Bundesstraße 96
Bundesstraße 96 er en bundesstraße der går mellem Zittau i Øvre Lausitz og Sassnitz på Rügen. Vejen går igennnem delstaten Sachsen, Brandenburg, Berlin, Mecklenburg-Vorpommern og er 520 km lang.